# 呼兰天主教堂
呼兰天主教堂位于黑龙江省哈尔滨市呼兰区东大街路北，是一座建于20世纪初的哥特式天主教堂。1999年，被黑龙江省人民政府列为第四批黑龙江省文物保护单位。
1908年，法国神甫戴治达主持经多年努力建成了呼兰天主教堂，在筹建期间曾引发著名的“呼兰教案”，风雨飘摇的清廷曾少有地进行了一定程度的抗争。
青砖外墙，东西18.3米，南北23米，建筑面积836平方米。双塔造型类似于巴黎圣母院，高35米。堂内欧式穹隆大厅宽敞明亮，有两排红漆明柱。此教堂下辖石人城，兰西，木兰等地的天主教堂。1947年，在土改中，教堂被没收，文革时期又遭到破坏，90年代时已经濒于坍塌。 
2002年，占用教堂的呼兰五中移地重建，教堂整修后作为景点开放，并成为爱国主义教育基地。 